# Professional Association for Childcare and Early Years
Professional Association for Childcare and Early Years (PACEY) är en organisation i London. Man arbetar med registrerade barnflickor, för att se till att familjerna får tillgång till barntillsyn av hög kvalitet i hemmen, lek och lärande.
Den bildades 1977 som National Childminding Association (NCMA) innan namnet ändrades i mars 2013.

### Fotnoter
1. ↑  ”History of NCMA”. National Childminding Association. Arkiverad från originalet den 23 september 2011. https://web.archive.org/web/20110923050138/http://www.ncma.org.uk/about_ncma/history_of_ncma.aspx. Läst 1 september 2011.
2. ↑  ”National Child Minding Association”. Children Webmag. 3 oktober 2006. Arkiverad från originalet den 8 maj 2010. https://web.archive.org/web/20100508035116/http://www.childrenwebmag.com/articles/child-care-articles/national-child-minding-associations-ncma. Läst 5 augusti 2012.
3. ↑  ”Quality Partners”. National Childminding Association. 10 maj 2012. Arkiverad från originalet den 4 mars 2013. https://web.archive.org/web/20130304054042/http://www.ncma.org.uk/about_ncma/join_ncma/types_of_membership/quality_partners.aspx. Läst 4 augusti 2012.
4. ↑  ”Trustees' Annual Report and Consolidated Financial Statements for the year ended 31 March 2011”. National Childminding Association. http://www.ncma.org.uk/pdf/NCMA%20Annual%20Report%20and%20Accounts%202010-11.pdf. Läst 25 februari 2012.[död länk]
5. ↑  ”Key staff”. National Childminding Association. Arkiverad från originalet den 11 april 2012. https://web.archive.org/web/20120411184956/http://www.ncma.org.uk/about_ncma/structure_and_strategy/key_staff.aspx. Läst 7 april 2012.
6. ↑  ”Vision and Mission”. National Childminding Association. Arkiverad från originalet den 15 april 2012. https://web.archive.org/web/20120415123229/http://www.ncma.org.uk/about_ncma/our_structure/vision_and_mission.aspx. Läst 16 juni 2011.
7. ↑  Pudelek, Jenna (22 mars 2013). ”National Childminding Association rebrands as Pacey”. Third Sector (London). http://www.thirdsector.co.uk/news/1175646/national-childminding-association-rebrands-pacey/. Läst 23 mars 2013.